# ميلان سينغ
ميلان سينغ (15 مايو 1992 بمانيبور في الهند - ) هو لاعب كرة قدم هندي في مركز الوسط. شارك مع منتخب الهند تحت 23 سنة لكرة القدم. أما مع النوادي، فقد لعب مع نورث إيست يونايتد وShillong Lajong FC ‏ وDSK Shivajians FC ‏ وIndian Arrows ‏.

## وصلات خارجية
- ميلان سينغ على موقع قاعدة بيانات كرة القدم.إي يو (الإنجليزية)
- ميلان سينغ على موقع ناشيونال فوتبول تيمز (الإنجليزية)
- ميلان سينغ على موقع Soccerway.com (الإنجليزية)
- ميلان سينغ على موقع GSA (الإنجليزية)